# Michael Buyx

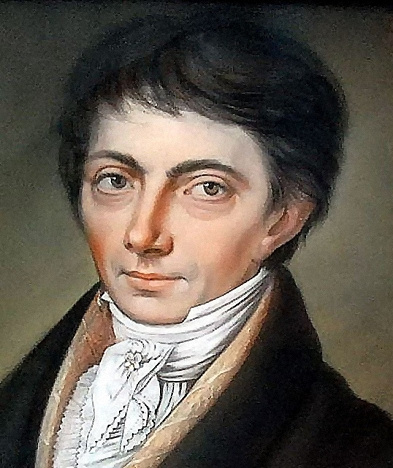
Michael Buyx auf einem zeitgenössischen Porträt

Michael Buyx, voller Name Peter Michael Buyx, (* 17. Dezember 1795 in Nieukerk; † 18. September 1882 ebenda) war ein deutscher Geometer.
Zwischen 1808 und 1810 besuchte Buyx das französische Collège in Kempen. Nach dem Feldzug gegen Frankreich kehrte er als Offizier der Landwehr in seine Heimat zurück und begann seine Arbeit als Kartograph des Niederrheins. Buyx schuf die Antiquarische Charte des Niersgebiet von Weeze bis Grefrath. Er war ein Künstler und gestaltete seine Karten mit Sorgfalt und Zierlichkeit. Sein Interesse galt auch den Gegenständen aus der Vorzeit seiner Heimat. Diese zeichnete er mit gleicher Sorgfalt in seine Alben. 
Mit Gleichgesinnten wie Hubert Mooren aus Wachtendonk und Friedrich Nettesheim aus Geldern gründete er 1851 den ersten historischen Verein in seiner Heimat, den historischen Verein für Geldern und Umgegend. Sein nach ihm benanntes Wohnhaus im Zentrum von Nieukerk ist restauriert und beherbergt heute unter anderem den Sitzungssaal des Rates der Gemeinde Kerken.